# Paralelo 20 S
O Paralelo 20 S é o paralelo no 20° grau a sul do plano equatorial terrestre.
Começando pelo Meridiano de Greenwich e tomando a direção leste, o paralelo 20° Sul passa por:
| País, território ou mar | Notas |
| ----------------------- | --- |
| Oceano Atlântico        | |
| Namíbia                 | |
| Botswana                | |
| Zimbabwe                | |
| Moçambique              | |
| Oceano Índico           | Canal de Moçambique |
| Madagáscar              | |
| Oceano Índico           | |
| Ilhas Maurícias         | Atravessa a parte norte da ilha |
| Oceano Índico           | |
| Austrália               | Austrália Ocidental Território do Norte Queensland |
| Oceano Pacífico         | Mar de Coral, passando a sul de Marion Reef, Ilhas do Mar de Coral, da Austrália                                                                       |
| Nova Caledônia          | |
| Oceano Pacífico         | Passa entre as ilhas de Tanna e Anatom, Vanuatu · Passa entre as ilhas de Vatoa e Ono-i-Lau, Fiji · Passa entre as ilhas do arquipélago Ha'apai, Tonga |
| Ilhas Cook              | Ilha de Atiu |
| Oceano Pacífico         | Passa entre os atóis de Hereheretue e Anuanuraro, Polinésia Francesa · Passa entre os atóis de Ahunui e Vanavana, Polinésia Francesa                   |
| Chile                   | |
| Bolívia                 | |
| Paraguai                | |
| Bolívia                 | Curta extensão perto de Puerto Busch |
| Brasil                  | Mato Grosso do Sul Minas Gerais Espírito Santo São Paulo                                                                                               |
| Oceano Atlântico        | |